# HeliRussia

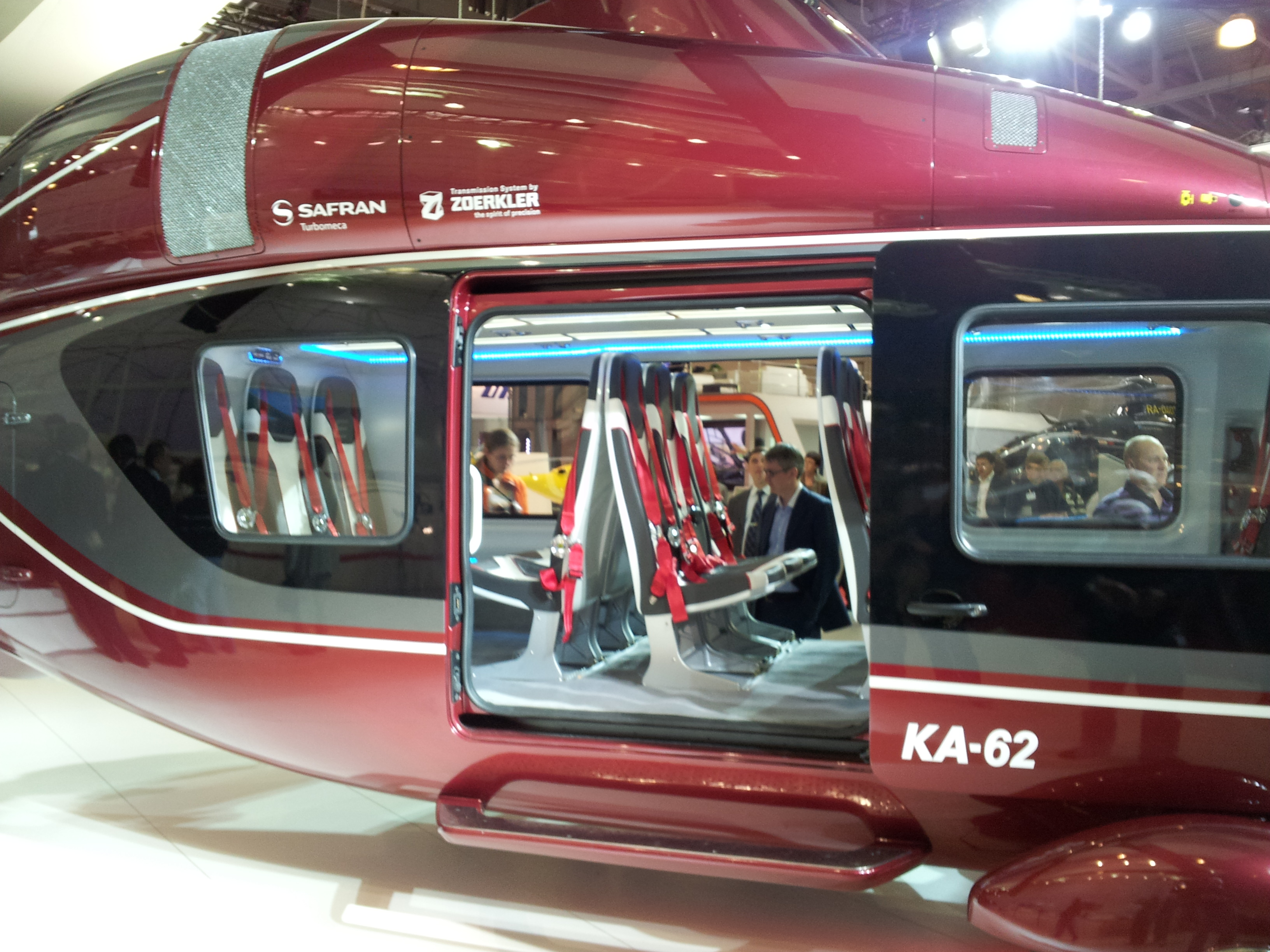
Макет вертолета Ка-62 на выставке HeliRussia 2012

HeliRussia — первая и единственная международная выставка вертолётной индустрии в России. Проводится ежегодно c 2008 года. На 2018 год — самый крупный профессиональный смотр в Европе и второй по величине в мире. Выставка позволяет расширить обмен опытом российских и зарубежных разработчиков и производителей вертолетной техники, специализированного оборудования, комплексов управления, навигации и связи.
Особенностью выставки HeliRussia является то, что в рамках выставки отсутствует полётная программа, техника демонстрируется стационарно. Это связано с расположением традиционного места проведения выставки — комплекс «Крокус Экспо» находится на границе МКАД в зоне, где уже запрещены полеты для гражданских воздушных судов. В рамках выставки вертолёты получают право взлета и посадки с/на территории только в дни прибытия и в день закрытия. Ряд зрителей по этой причине приезжает только на последний день выставки, чтобы наблюдать представленные на выставке вертолёты в воздухе в момент взлета и покидания территории выставки.
Демонстрируются мировые достижения в области вертолётной индустрии, от проектирования до производства и эксплуатации. Как правило, представлены почти все известные вертолётостроительные компании, такие как Московский вертолётный завод имени М. Л. Миля, ОАО «Камов», Казанский вертолетный завод, ОАО «Роствертол», Eurocopter, Bell Helicopter Textron и другие.
Популярность HeliRussia растет год от года: В 6-й Международной выставке вертолетной индустрии приняли участие 205 компаний из 18 стран мира, а в 2011 году в выставке участвовала 161 компания из 16 стран, 156 компаний из 14 стран в 2010 году. По сравнению же с первой выставкой, проведённой в 2008 году, общее количество экспонентов и стран выросло на 60 %.

## HeliRussia-2008
Первая выставка HeliRussia проводилась с 15 по 17 мая 2008 года. В церемонии открытия выставки приняли участие:
вице-премьер Правительства РФ Сергей Иванов, заместитель Министра промышленности и торговли РФ Денис Мантуров, генеральный директор "ОПК «Оборонпром» Андрей Реус, председатель Правления Ассоциации вертолетной индустрии Михаил Казачков, представитель известной авиационной династии, консультант Sikorsky Aircraft Сергей Сикорский. 129 компаний из 10 стран представили 18 образцов вертолётов для более 7000 посетителей. Кроме того, в рамках выставки прошли основные мероприятия по празднованию 60-летия разработчика соосной вертолетной техники ОАО «Камов».

## HeliRussia-2009
Вторая выставка HeliRussia была проведена с 21 по 23 мая 2009 года. Количество компаний возросло до 144, в их числе 112 российских и 32 зарубежных (всего 14 стран-участниц).

## HeliRussia-2010
Третья выставка HeliRussia была проведена с 20 по 22 мая 2010 года. Из 156 компаний-участниц доля иностранных составила 40, были представлены 15 вертолётов и 5 автожира.

## HeliRussia-2011
В 2011-м выставка HeliRussia проходила с 19 по 21 мая, количество стран-участниц возросло до 17, были представлены 15 вертолётов и 7 автожиров.

## HeliRussia-2012
Проходившая с 17 по 19 мая 2012 года выставка представила 20 вертолётов и 10 автожиров для более 9000 посетителей. Количество участвовавших в выставке компаний превысило 200, в том числе 150 российских и 51 иностранная.

## HeliRussia-2013
В 2013-м году выставка проходила с 16 по 18 мая, были представлены 16 вертолётов от 205 компаний из 18 стран-участниц. Количество посетителей выставки впервые превысило 10000.
В рамках HeliRussia 2013 состоялось 46 разнообразных презентаций, мастер-классов, конференций и круглых столов. Ключевым событием стала 2-я Межведомственная научно-практическая конференция «Санитарная авиация и медицинская эвакуация −2013», проходившая 16-17 мая. На конференции обсуждались вопросы, связанные с санитарной авиацией в России. На конференции выступали представители государственных органов исполнительной власти, специалисты медицинских организаций, имеющие опыт медицинской эвакуации пациентов с использованием самолётов и вертолетов, организации, участвующие в разработке, производстве и сертификации авиационной и медицинской техники.
В рамках конференции состоялись мастер-классы «Работа авиационной медицинской бригады при эвакуации пациента на дальние расстояния», проведенный специалистами учебного центра по подготовке специалистов авиационных медицинских бригад ВЦМК «Защита» Минздрава России с использованием вертолета Ка-226Т и «Оказание экстренной медицинской помощи пострадавшим на месте происшествия с использованием санитарных вертолетов» представленный сотрудниками Научно-практического центра экстренной медицинской помощи Департамента здравоохранения г. Москвы на базе вертолета Eurocopter EC-145.

## HeliRussia-2014
В 2014 году выставка собрала 212 компаний из 20 стран мира, из них — 165 российских и 47 зарубежных.
Всего за 3 дня (с 22 по 24 мая) выставку посетили свыше 10 тысяч человек, прошло более 40 мероприятий различных форматов. Выставку освещали 357 аккредитированных журналистов.
На площади почти в 14 тысяч квадратных метров разместилась 21 машина российского и иностранного производства: 19 вертолётов и 2 автожира.
Демонстрировались военный вертолет Ми-28НЭ, Ми-38 — на тот момент поставивший мировой рекорд по скороподъемности, лёгкий многоцелевой вертолет «Ансат».
Американские производители были представлены вертолетами компаний MD (MD-520), Bell (Bell-429 и Bell-407JX), а также всей линейкой вертолетов производства Robinson (R-22, R-44 и газотурбинный R-66)

## HeliRussia-2015
VIII Международная выставка вертолетной индустрии HeliRussia-2015 прошла с 21 по 23 мая в международном выставочном центре «Крокус Экспо».
На выставке представлены 219 компаний из 11 стран мира (России, Беларуси, Литвы, США, Великобритании, Франции, Германии, Италии, Испании, Чехии и Австрии).
На площади в 12 тысяч квадратных метров разместилась 21 машина — 16 вертолётов и 5 автожиров отечественных и зарубежных производителей.
Российские компании были представлены вертолётами Ми-8АМТ (экспортное обозначение Ми-171 Е) и Ка-226Т. Дебютировавший на предыдущей выставке легкий вертолёт «Ансат» был представлен в впервые исполненном медицинском варианте; в этом году вертолёт получил сертификат МАК и вышел на гражданский рынок.
Отечественной новинкой стала сверхлёгкая «Афалина» компании «Хеливейл», построенная по соосной схеме — развивает скорость до 250 км/ч при весе всего 270 кг.
Центром экспозиции итальянской компании AgustaWestland стал новейший вертолёт AW189 в «шельфовом» варианте для перевозки 16 пассажиров. Особый интерес к нему был обусловлен контрактом на 160 машин с компанией «Роснефть», которая планирует использовать их при обслуживании буровых платформ. Также была представлена модель Agusta Westland АW109, и собираемый с 2012 года компанией «ХелиВерт» на заводе в подмосковном Томилино вертолёт модели AgustaWestland AW139.
Громкой иностранной премьерой наряду с AW189 стал американский вертолет Bell 505, впервые представленный в России. Вторым вертолётом компании на выставке стал Bell 407GXP, соглашение о лицензионной сборке которого в Екатеринбурге было подписано в первый день выставки между Bell Helicopter и Уральским заводом гражданской авиации (УЗГА).
Компания Airbus Helicopters (ранее «Еврокоптер») представила три вертолета — EC-130 T2 (представлен впервые в России), и две модели AS-350 в вариантах B3 и B3E.
Также на выставке были представлены вертолёты Dynali H2S, Robinson R-44, Robinson R66 turbine и мотопланер Stemme S10.
Автожиры были представлены машинами итальянской Claudio Pagotto — Gyro Sprint и Gyro GT, собираемыми по лицензии в Москве, немецким автожиром Кавалон и французским дельталётом Tanarg 912 (Air Creation Tanarg).
В качестве экспоната на выставке был размещён легендарный советский Ми-2.

## HeliRussia-2016
HeliRussia 2016 прошла с 18 по 21 мая 2016 года. Выставку посетило около 10 000 человек, из них около 4000 в последний день проведения.
На выставке было представлено 16 вертолетов, начиная с разработки легкого «воздушного скутера» «Микрон» до крупного транспортника Ми-38. Кроме того, были представлены медико-эвакуационные «Ансат» от «Вертолетов России» и H135 производства Airbus Helicopters. В ходе выставки они были презентованы в рамках конференции «Санитарная авиация и медицинская эвакуация — 2016».
Кроме того в рамках выставки прошла лётная демонстрация беспилотной техники российской компании DanFuture: многоцелевого БЛА Dan-2, проекта полицейского мультикоптера, а также БЛА «Матрис», оборудованного уникальной системой «машинного зрения».

## HeliRussia-2017
В выставке 2017 года, проходившей с 25 по 27 мая, приняли участие 237 компаний (в том числе 50 иностранных) которые представляли 21 страну мира: Австралию, Беларусь, Бельгию, Великобританию, Германию, Израиль, Испанию, Италию, КНР, Ливию, Литву, Мальту, Нидерланды, Норвегию, Россию, США, Финляндию, Францию, Чехию, Эстонию и ЮАР.
Были представлены 23 вертолёта, 2 автожира и 15 беспилотных летательных аппаратов.
В рамках выставки впервые проведено состязание по управлению беспилотными летательными аппаратами в закрытом помещении на трассе различной степени сложности. «Кубок HeliRussia по дрон-рейснгу» проводился по правилам на основе стандартов F3U Спортивного кодекса Международной авиационной федерации (FAI)
Выставку посетило свыше 12 000 человек.
Помимо выставки летательных аппаратов и сопутствующих комплектующих, в рамках выставки прошло награждение победителей конкурса на лучший аэродром малой авиации.

## HeliRussia-2018
В 2018 году выставка HeliRussia прошла с 24 по 26 мая. В выставке приняли участие 246 компаний, из них 49 иностранные. На выставке было представлено 19 стран мира — Австралия, Беларусь, Бельгия, Великобритания, Германия, Иран, Италия, Испания, Канада, Ливия, Литва, Мальта, Польша, Республика Корея, Россия, США, Финляндия, Франция и Чехия.
За три дня проведения выставки её посетили около 12 тыс. человек.
В рамках выставочной экспозиции было представлено 18 вертолетов. На открытой экспозиции перед входом были представлены первый серийный Ми-171А2, переданный компании «ЮТэйр — Вертолетные услуги» и модернизированный военно-транспортный Ми-171Ш с новой несущей системой и широкой гаммой вооружения и дополнительного оборудования. В выставочном зале демонстрировались три новинки этого года в легком сегменте: VRT500 от «Вертолетов России», первый в России Bell 505 Jet Ranger X, а также опытный образец вертолёта «Касатка 505» от КБ Agan Aircrafts Group. Посетители могли увидеть и другие вертолёты ведущих мировых производителей: американские Bell-407GXP и Robinson R66, европейские Airbus Helicopters Bo-105, EC120B, EC130, EC130B4, H125, Leonardo AW109 Grand New и Heli-Sport CH-77 Ranabot, а также отечественные: Ми-2 с новым двигателем, новый опытный образец сверхлегкого соосного вертолета «Микрон», модернизированный «Ансат» с новым медицинским модулем.
В экспозиции выставки можно было увидеть 12 моделей беспилотных летательных аппаратов. Московский авиационный институт представил три модели — «Ворон-700», «Коршун-1» и специальный исследовательский квадрокоптер, «Радар-ММС» продемонстрировал «Бриз», «Геосакан» — модели 201 и 401, Zala Aero Group привезла модели 421-08M, 421-16E, 421-16EM и 421-22. В сегменте БЛА на выставке прошли две премьеры: был представлен опытный образец уникальной авиагрузовой платформы SKYF от ОКБ «Авиарешения» и показан дрон-спутник «Сириус» от НПО «Авиационно-космические технологии».

## 2019 — …
- HeliRussia 2019, 16—18 мая
- HeliRussia 2020, 15—17 сентября 2020 (перенесена из-за карантина)
- HeliRussia 2021, 20—22 мая
- HeliRussia 2022 19—21 мая
- HeliRussia 2023, открылась 18 мая 2023 г.[3][4]
- HeliRussia 2024, открылась 10 июня 2024 г.[5]